# Labenopimpla kasparyani
Labenopimpla kasparyani  (лат.) — ископаемый вид перепончатокрылых наездников рода Labenopimpla из семейства Ichneumonidae. Обнаружен в меловых отложениях Дальнего Востока (Магаданская область, Обещающий, Ola Formation, возраст 70,6—84,9 млн лет).

## Описание
Мелкого размера перепончатокрылые наездники. Длина тела 10 мм, длина переднего крыла 6,8 мм.
Вид Labenopimpla kasparyani был впервые описан по отпечаткам в 2010 году российским энтомологом Д. С. Копыловым (Палеонтологический институт РАН, Москва, Россия). Включён в состав рода Labenopimpla из вымершего подсемейства Labenopimplinae (Ichneumonidae). Видовое название дано в честь российского гименоптеролога Д. Р. Каспаряна (Зоологический институт РАН, Санкт-Петербург, Россия).